# Stefan Lessard
Stefan Kahil Lessard (ur. 4 czerwca 1974 w Anaheim) – amerykański muzyk, obecnie basista zespołu Dave Matthews Band.
Urodzony w Anaheim w stanie Kalifornia, syn Rona i Janaki Lessard. Jego ojciec był muzykiem. Po wielu przeprowadzka, rodzina osiedliła się w 1987 w Charlottesville w stanie Wirginia. Zapisał się wówczas do Tandem Friends School, gdzie uczył go John D'earth, który zarekomendował później Lessarda jako basistę to zespołu tworzonego przez Dave'a Matthewsa. Lessard dołączył do zespołu w wieku zaledwie 16 lat. Wcześniej młody Lessard miał w zwyczaju zakradanie się do klubów i podglądanie zespołu podczas gry. Lessard ukończył liceum i dostał się na Virginia Commonwealth University w Richmond na kierunek muzyczny o specjalizacji jazzowej. Został jednak wyrzucony po 6 tygodniach, gdy stało się jasne, że nie jest w stanie pogodzić nauki z grą w zespole.
W 1997 Lessard poślubił swą wieloletnią dziewczynę, Josie Baucom. W 1998 urodził im się syn, Elijah Diego. Wcześniej, w 1996, stracili swą córeczkę (SIDS). Rozwiedli się w 2004. W październiku 2005 Lessard poślubił Jaclyn Burton, z którą ma dwie córki – Hazel Bailey i Florę Jude.https://antsmarching.org/bios/StefanLessard.php

## Instrumentarium
- Thomastik-Infeld Power Bass Strings
- Ampeg SVT-2 and SVT-4 Pro Heads
- Ampeg 8x10 and 2x15 Bass Cabinets
- Furman PL-8 Power Conditioner
- Shure U4D-UB Wireless Units
- Eventide GTR-7000 Ultra-Harmonizer
- Whirlwind 4ch Multi Selector
- Korg DTR-1 Digital Tuner
- Rane SM26B Splitter/Mixe